# Monosnap
Monosnap es un programa de captura de pantalla para Mac OS X y Windows. El programa permite a los usuarios crear capturas de pantalla, anotarlas y subirlas a la nube. Fue lanzado para Mac OS X el 11 de julio de 2012. Varios días después de que fuera evaluado positivamente por sitios como Addictive Tips, freetech4teachers, OneDayOneApp y MakeUseOf, se lanzó una actualización el 5 de agosto de 2012, proporcionando autorización con correo electrónico. El 10 de agosto hubo un lanzamiento para Windows, proporcionando una funcionalidad similar.
Desde el 9 de octubre de 2012 (versión 1.4.0) la aplicación deja subir imágenes a servidores FTP, SFTP o WebDAV. Ahora mismo también tiene soporte de servicios externos (Dropbox, Evernote, Box.com, CloudApp).

## Características

### Capturas
Monosnap tiene dos modos de captura: el primero captura la pantalla entera (o pantallas). El segundo modo captura un área o ventana de la pantalla. En el modo último una lupa está presente, mostrando la medida del rectángulo seleccionado y color de píxel abajo cursor.

### Editor de imagen
Después de tomar una captura, Monosnap abre su editor con herramientas como un bolígrafo, línea, rectángulo, óvalo, flecha, texto y difuminar. También  tiene una herramienta para eliminar detalles innecesarios si no han sido hechos mientras se capturaba una pantalla.

### Después de la captura
Hay varias opciones para proceder con screenshot, disponibles desde ajustes:
- Abrir Monosnap Editor – seleccionado por defecto.
- Guardar captura – guarda la imagen a la carpeta por defecto o abre un diálogo.
- Cargar – instantáneamente carga a la nube o al servidor FTP/SFTP/WebDAV.
- Abrir editor externo – abre la imagen en cualquier programa instalado capaz de trabajar con formato png. Esta opción está disponible sólo en Mac.
- Característica "Arrastrame": desde el editor de imágenes Monosnap se pueden arrastrar a otros programas.

### Almacenamiento de nube
El uso del almacenamiento de la nube requiere registro con Facebook o correo electrónico. Todas las subidas pueden ser accedidas a través de la web, las imágenes pueden ser ordenadas en carpetas. No hay ningún límite de espacio de nube ahora.
Aun así,  parece haber un límite en el tráfico generado por acceder a las subidas, y posteriormente el usuario puede ser vetado.